# دولت علی‌اصغر اتابک
دولت میرزا علی اصغر اتابک سومین دولت مشروطه و دومین کابینه قانونی است که پس از ۴ ماه حکومت، با ترور میرزا علی‌اصغر اتابک رئیس دولت، پایان یافت. رئیس این دولت،  از وزرای باسابقه قاجاریه بود که سال‌ها در اروپا زندگی کرده بود و به دعوت محمدعلی‌شاه برای تشکیل دولت به ایران آمد. در این کابینه، میرزا علی اصغر خان علاوه بر مقام ریاست وزرایی، منصب وزارت داخله را نیز برعهده گرفت. اتابک پس از ورود به ایران و تشکیل کابینه، در بین دو قوه کاملاً متضاد قرار گرفت و چون نتوانست خواسته‌های افراطی هیچ‌یک از طرفین را تأمین کند، از طرف مجلس متهم به طرفداری از محمدعلی شاه و مستبدین و از طرف محمدعلی‌شاه متهم به طرفداری از مجلس و مشروطه گردید و نتوانست کارهای خود را آنگونه که می‌خواست پیش ببرد.

## تشکیل دولت
محمدعلی شاه که بعدها مشخص شد قصد داشته مشروطه را بر هم بزند، تصمیم گرفت از یک صدراعظم قابل اعتماد و زیرک کمک بگیرد که بهترین گزینه میرزا علی‌اصغر اتابک بود که آن زمان در اروپا زندگی می‌کرد. بنابراین او را از اروپا احضار کرد. اتابک با یک کشتی زره پوش روسی از دریای کاسپین در روز ۳۰ فروردین (۶ ربیع‌الاول) وارد بندر انزلی شد. مجاهدان گیلانی سعی داشتند از ورود اتابک به ایران جلوگیری کنند اما مجلس شورای ملی تلگرافی بدین مضمون برایشان فرستاد: «از طرف مجلس محترم شورای ملی. در ورود امین السلطان ردع و منعی نیست. البته اهالی آنجا خاصه انجمن در جلوگیری از اغتشاش مساعی جمیله مبذول دارند.»
در نتیجه مجاهدین گیلان دست از جلوگیری برداشتند و اتابک وارد رشت و از آنجا وارد تهران شد. در نهم اردیبهشت (۱۶ ربیع‌الاول)، مجلس دولت موقت وزیر افخم را، که پاسخگویی لازه به مجلس را نداشت برکنار کرد. محمدعلی شاه از فرصت استفاده کرد و اتابک را نخست‌وزیر کرد. اتابک در ۱۳ اردیبشت (۲۰ ربیع‌الاول) به مجلس احضار شد تا کابینه خود را معرفی کند. اتابک برای لابی با نمایندگان مجلس در روز ۱۱ اردیبهشت ۱۲۸۶ مخبرالسلطنه را به یک جلسه خصوصی با نمایندگان فرستاد. او وعده و نویدهای بسیاری دربارهٔ دولت اتابک به مجلس داد و گقت: «من امروز آمده‌ام تا معنی مشروطیت را بشارت دهم.» و سپس سوگندنامه‌ای از وزیران به مجلس ارائه داد که در آن به شرف و ناموس خود سوگند خورده و خدا را گواه گرفت که به مشروطیت وفادار باشد.
اتابک با وزرایش روز ۲۰ ربیع‌الاول به مجلس رفت و نطقی ایراد کرد و به نمایندگان تضمین داد که طرفدار ملت و مشروطه است و بدین ترتیب از سوی مجلس رأی اعتماد گرفت.

## ریاست وزرایی اتابک
اولین مشکل کابینهٔ جدید، شورش فارس بود. مشروطه‌خواهان خواستاری برکناری قوام‌الملک شیرازی بودند. اتابک با این خواسته موافقت کرد و او را برکنار کرد. در همان زمان، قوای عثمانی به مرزهای ایران تجاوز کرده و اسماعیل سیمیتقو و دارودسته‌اش وارد خاک ایران شدند و دست به غارت و چپاول مال مردم و تخریب زدند. از طرفی، ابوالفتح میرزا سالارالدوله در غرب با سپاه عظیمی حرکت کرده مدعی تاج و تخت شد و تا نهاوند پیش رفت. اتابک سپاهی برای سرکوب وی فرستاد. جنگ سختی بین دو سپاه درگرفت و سرانجام سالارالدوله شکست خورد. 
در این دوره مشکلات زیادی برای دولت پیش آمد. روز ۴ تیر اتابک با وزرایش به مجلس رفت و به دلجویی از وکلا پرداختند ولی تقی‌زاده عدم حضور کامران میرزا، وزیر جنگ را بهانه قرار داد و به دولت و وزیران حمله نمود. به نظر او چون وزیران در مقابل مجلس مسئولند و وزیر جنگ در مجلس حاضر نشده‌است، پس اینطور استنباط می‌شود، که او میل به همکاری ندارد. تقی‌زاده از نمایندگان تقاضا کرد در مورد ابقا یا اخراج کامران میرزا رأی بدهند. نمایندگان به اتفاق آرا رأی به برکناری کامران میرزا دادند؛ و بدین ترتیب محمدعلی شاه ضربه دیگری خورد و مجلس عمو و پدر زن او را از کار منفصل نمودند.
در همین ایام، قریب ۵۰۰ نفر از روحانیون و طلاب علوم دینی به زعامت شیخ فضل‌الله نوری علیه مشروطیت قیام کردند و در شاه عبدالعظیم متحصن شدند و تلگراف‌هایی به علمای نجف، در رد مشروطیت، مخابره نمودند. شیخ فضل‌الله نوری توسط سیداحمد طباطبایی به شهرها نیز تلگراف نمود و مشروطیت را خلاف شرع دانست. ملا قربانعلی، مجتهد متنفذ و مستبد زنجان و خمسه، سر از اطاعت دولت مشروطه خارج نمود و به طرفداران خود دستور داد به عمارت حکومتی حمله کنند. قریب ۶۰۰ نفر از طرفداران مسلح او به دارالحکومه یورش بردند. تیراندازی بین قوای دولتی و حمله کنندگان آغاز شد. در این زد و خورد میرزا باقرخان سعدالسلطنه، حاکم زنجان که پسر دایی اتابک بود، به ضرب دشنه از پای درآمد و به قتل رسید.
در این دوره هر روز بر شمار نشریات و انجمن‌ها افزوده می‌شد و این وضع کار را برای دولت سخت می‌کرد. روزنامه‌های جدیدالتأسیس مانند: آینه غیب نما، به مدیریت عبدالرحیم کاشانی، روح القدس، به مدیریت سلطان‌العلمای خراسانی، مساوات به مدیریت سیدمحمدرضا شیرازی و حبل‌المتین به مدیریت حسن کاشانی و چندین روزنامه دیگر، لبه تیز حملات خود را متوجه اتابک نموده و از هیچ اقدامی علیه او فروگذاری نمی‌کردند. با اینکه بسیاری اتابک را مردی سیّاس می‌دانستند اما وی نتوانست روزنامه‌های سرکش را مهار کند. 
به اقتضای محیط و فضای آزادی‌خواهی و مشروطیت، در تهران و شهرستان‌ها هر روز بر شمار انجمن‌ها نیز افزوده می‌شد. انجمن آذربایجانی‌ها در تهران و انجمن دروازه قزوین، دو انجمنی بودند، که مخالفین اتابک در آنجا جمع شده بودند و تقی‌زاده که در آن زمان انقلابی پرشور و تندرو به‌شمار می‌رفت، هر دو انجمن را سرپرستی می‌کرد. در این انجمن‌ها، تدریجاً سخن از مهدورالدم بودن اتابک پیش آمد و چنین شایع شد، که موافقت او با مشروطه و مشروطه‌خواهان، صوری و ظاهری است و قصد و نیت او، براندازی حکومت قانون و مجلس است. مردم این شایعه را باور کردند. در مجلس عده زیادی از نمایندگان متنفذ و روحانی و معتدل، از اتابک جانبداری می‌کردند. خصوصاً سیدعبدالله بهبهانی، که در گذشته مورد عنایت او بود و سهم بزرگی از دعاوی مردم از طرف اتابک به او ارجاع می‌شد، در حمایت از حکومت او از هیچ کوششی فروگذاری نمی‌کرد، ولی مخالفین اتابک، خاصه تندروها در انجمن‌ها، نقشه قتل او را کشیده بودند.
اتابک در ۲۱ رجب ۱۳۲۵ هنگام خروج از مجلس شورای ملی مورد هدف گلوله عباس آقا تبریزی، از فداییان انجمن تبریز، قرار گرفت و کشته شد.

## هیئت دولت
| مقام            | نام                          | آغاز تصدی        | پایان تصدی     | حزب سیاسی      | منبع           |                |                |                |                |
| دفتر نخست‌وزیری  | دفتر نخست‌وزیری               | دفتر نخست‌وزیری   | دفتر نخست‌وزیری | دفتر نخست‌وزیری | دفتر نخست‌وزیری | دفتر نخست‌وزیری | دفتر نخست‌وزیری | دفتر نخست‌وزیری | دفتر نخست‌وزیری |
| --------------- | ---------------------------- | ---------------- | -------------- | -------------- | -------------- | -------------- | -------------- | -------------- | -------------- |
| نخست‌وزیر        | میرزا علی‌اصغر اتابک          | ۱۲ اردیبهشت ۱۲۸۶ | ۸ شهریور ۱۲۸۶  |                |                |                |                |                |                |
| وزیران          |                              |                  |                |                |                |                |                |                |                |
| وزیر تجارت      | مهدی غفاری کاشانی            | ۱۲ اردیبهشت ۱۲۸۶ | ۸ شهریور ۱۲۸۶  |                |                |                |                |                |                |
| وزیر جنگ        | کامران میرزا                 | ۱۲ اردیبهشت ۱۲۸۶ | ۳ تیر ۱۲۸۶     |                |                |                |                |                |                |
| وزیر جنگ        | حسن مستوفی‌الممالک            | ۶ شهریور ۱۲۸۶    | ۸ شهریور ۱۲۸۶  |                |                |                |                |                |                |
| وزیر خارجه      | محمدعلی علاءالسلطنه          | ۱۲ اردیبهشت ۱۲۸۶ | ۸ شهریور ۱۲۸۶  |                |                |                |                |                |                |
| وزیر داخله      | میرزا علی‌اصغر اتابک          | ۱۲ اردیبهشت ۱۲۸۶ | ۸ شهریور ۱۲۸۶  |                |                |                |                |                |                |
| وزیر عدلیه      | محمود علاءالملک              | ۱۲ اردیبهشت ۱۲۸۶ | ۸ شهریور ۱۲۸۶  |                |                |                |                |                |                |
| وزیر فوائد عامه | نظام‌الدین مهندس‌الممالک غفاری | ۱۲ اردیبهشت ۱۲۸۶ | ۸ شهریور ۱۲۸۶  |                |                |                |                |                |                |
| وزیر مالیه      | ابوالقاسم ناصرالملک          | ۱۲ اردیبهشت ۱۲۸۶ | ۸ شهریور ۱۲۸۶  |                |                |                |                |                |                |
| وزیر معارف      | مهدیقلی مخبرالسلطنه          | ۱۲ اردیبهشت ۱۲۸۶ | ۸ شهریور ۱۲۸۶  |                |                |                |                |                |                |